# Privacidade de domínio
Privacidade de domínio é um serviço oferecido por um número de registradores de nomes de domínio. Um usuário compra da companhia a privacidade, que em troca substitui a informação do usuário no sistema WHOIS com a informação de um serviço de encaminhamento (para e-mail e, às vezes, cartas, feito por um servidor proxy).

## Nível de anonimato
- Informação pessoal é tipicamente coletada por estes registradores, para proverem o serviço. Alguns registradores carecem de pouca persuasão para lançar a informação tida como "privada" para o resto do mundo, bastando apenas uma solicitação por telefone ou uma carta cease and desist.[1][2][3]
- Outros[who?], entretanto, tratam a privacidade mais seriamente, e armazenam nomes de domínio para além-mar, usando até mesmo e-gold ou ordens de pagamento nas transações, de formas que ele próprio, o registrador, não tenha as informações pessoais do dono do domínio, já de começo. De outra maneira, seriam passadas pelas transações dos cartões de crédito.